# MHK Humenné
MHK Humenné – słowacki klub hokejowy z siedzibą w Humenném.
Pierwotnie klub powstał pod nazwą Sokoł w 1936, zaś od 2005 działa jako (Mládežnícky Hokejový Klub) ; zespół funkcjonuje ze wsparciem przedsiębiorstwa Bemaco.